# Paulus-Kirche (Werl)

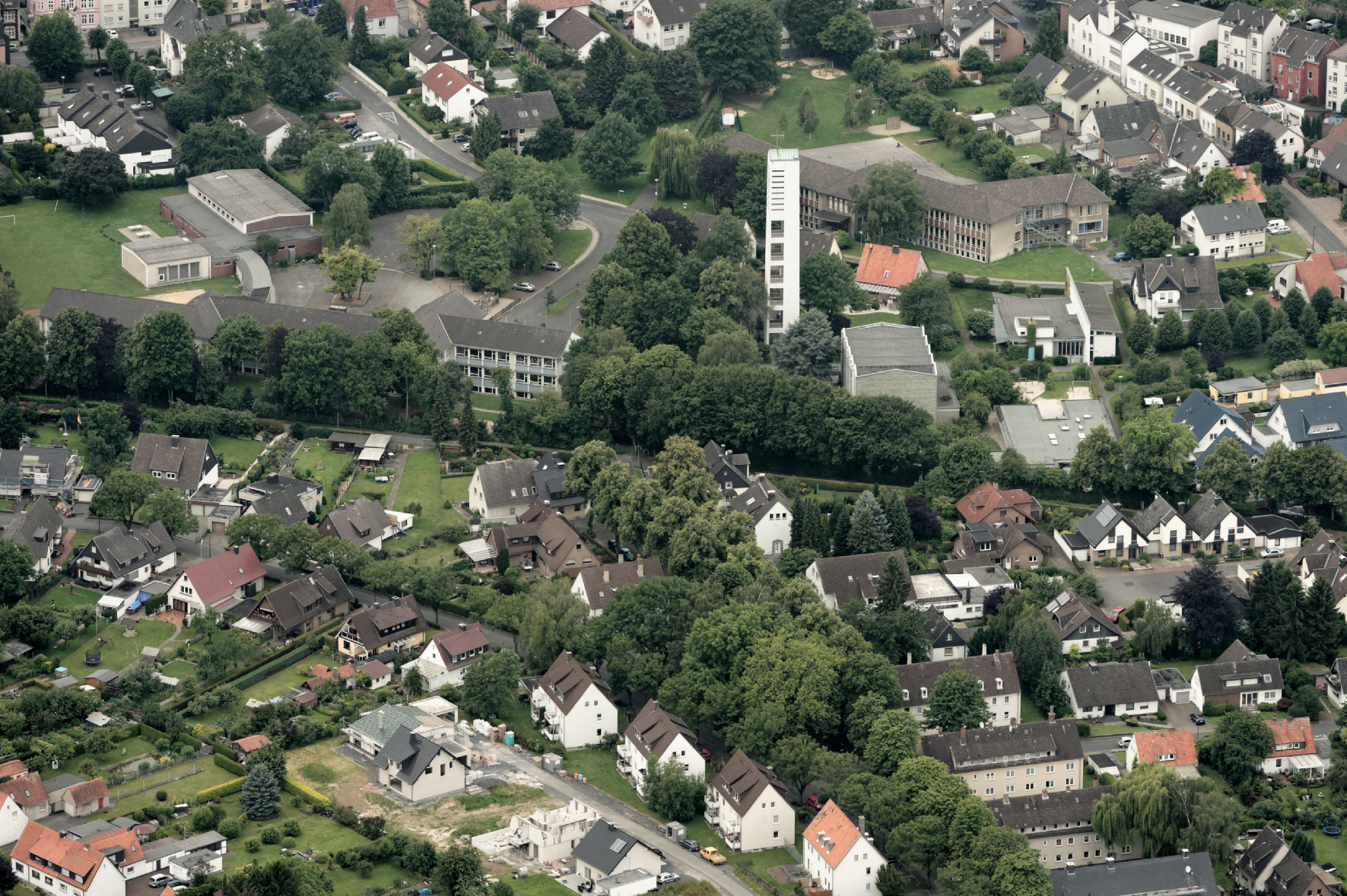
Paulus-Kirche

Die evangelische Paulus-Kirche ist ein ortsbildprägendes Kirchengebäude in Werl im Kreis Soest (Nordrhein-Westfalen).

## Geschichte und Architektur
1965 war die Evangelische Kirchengemeinde auf 4345 Mitglieder angewachsen. Die bisher genutzte Johanneskirche wurde zu klein. Der Grundstein für die neue Kirche wurde am 24. Juli 1964 gelegt, eingeweiht wurde sie am vierten Adventssonntag 1966. Die Pläne stammen von dem Architekten Ernst Dossmann. Der schlichte Stahlbeton-Skelettkörper bewirkt im Innenraum eine klare Gliederung unter Verzicht mystifizierender Effekte. Nur der Altarbereich ist durch die künstlerisch gestalteten Fenster durch besonderen Lichteinfall hervorgehoben. Die Altarseite im Innenraum besteht aus Grünsandstein. Im einzeln stehenden Glockenturm hing bis 1994 nur eine Stahlglocke. Sie wurde durch fünf Bronzeglocken ersetzt (Schlagtöne: d",f",g",a",b"). Der Turm wurde 1993 renoviert.

## Orgel
Die erste Orgel, von der Werler Orgelbau-Firma Stockmann gebaut, stammte aus der Johanneskirche. Doch obwohl das Instrument für den neuen, größeren Kirchenraum unterdimensioniert war, konnte erst 1990 eine neue Orgel gekauft werden. Sie wurde von der Firma Eule aus Bautzen gebaut. Das Schleifladeninstrument hat 28 Register auf zwei Manualen und Pedal. Die Registertraktur ist mechanisch und elektrisch (Doppeltraktur), die Spieltrakturen sind mechanisch. Das Instrument hat folgende Disposition:
| I Hauptwerk C–g3 |       |
| Bourdon          | 16′   |
| Prinzipal        | 08′   |
| Rohrflöte        | 08′   |
| Oktave           | 04′   |
| Koppelflöte      | 04′   |
| Gemshorn         | 02′   |
| Quinte           | 1 ⁄3′ |
| Mixtur IV        | 02′   |
| Trompete         | 08′   |
| Tremulant        |       |
| Zimbelstern 0    |       |

| II Schwellwerk C–g3  |        |
| Bordun               | 08′    |
| Gambe                | 08′    |
| Unda Maris (ab c0) 0 | 08′    |
| Prinzipal            | 04′    |
| Spitzflöte           | 04′    |
| Quinte               | 2 ⁄3′  |
| Oktave               | 02′    |
| Terz                 | 1 3⁄5′ |
| Sifflöte             | 01′    |
| Scharff IV           | 01′    |
| Schalmei-Oboe        | 08′    |
| Tremulant            |        |

| Pedal C–f1      |       |
| Prinzipalbass   | 16′   |
| Subbass         | 16′   |
| Oktavbass       | 08′   |
| Bassflöte       | 08′   |
| Choralbass      | 04′   |
| Hintersatz IV 0 | 2 ⁄3′ |
| Posaune         | 16′   |
| Trompete        | 08′   |

- Koppeln: II/I, I/P, II/P als Tritt und Zug
- Spielhilfen: Feste Kombination (Tutti); Zunge Ab; 64-fache Setzeranlage mit Sequenzschalter Auf/Ab; Schwelltritt und Handhebel für die Jalousien des Schwellwerks
- Effektregister: Zimbelstern mit 8 Glocken (f3, g3, b3, c4, d4, f4, d4, c4)
- Nichtakustische Registerzüge: Vox Strigis, als Geschenk der Orgelbauer, eine Holzeule (Pauline) fährt mit dem „Schuhu“ einer Holzpfeife aus dem Inneren der Orgel heraus
- Stimmung: Tonhöhe a1 = 440 Hz bei 18 °C; Stimmung gleichschwebend

## Ausstattung
Der Altarstein, die Kanzel und der Taufstein sind Arbeiten des Künstlers W. Kreutter. Sie wurden aus Lirchheimer Muschelkalk angefertigt.